# Miasto Visoko
Miasto Visoko (boś. Grad Visoko) – jednostka administracyjna w Bośni i Hercegowinie, w kantonie zenicko-dobojskim. W 2013 roku liczyła 39 938 mieszkańców.